# Tadeusz Michalik
Tadeusz Michalik (født 16. februar 1991) er en polsk bryder, der konkurrerer i græsk-romersk stil.
Han repræsenterede Polen ved sommer-OL 2020 i Tokyo, hvor han tog bronze i 97 kg.